# Skugglundlav
Skugglundlav (Bacidina caligans) är en lavart som först beskrevs av William Nylander och fick sitt nu gällande namn av Llop & Hladun. 
Skugglundlav ingår i släktet Bacidina och familjen Ramalinaceae.  Arten är reproducerande i Sverige. Inga underarter finns listade i Catalogue of Life.